# Kiltarlity
Kiltarlity är en by i Highland i Skottland. Byn är belägen 5 km 
från Beauly. Orten har 1 324 invånare (2011).